# Martijntje Quik
Martijntje Quik  (ur. 24 października 1973) – holenderska wioślarka (sterniczka). Srebrna medalistka olimpijska z Sydney.
Zawody w 2000 były jej jedynymi igrzyskami olimpijskimi. W Sydney medal zdobyła w ósemce. Brała udział w kilku edycjach mistrzostwach świata i zawodach pucharu globu.